# サウンドエフェクト (企業)
株式会社サウンドエフェクト (Sound Effects, Inc.) は、テレビの音響効果・音楽制作・MAの制作プロダクションである。1979年（昭和54年）6月19日に設立された。株主は、讀賣テレビ放送株式会社、吉本興業株式会社他各社である。
2011年2月1日、同じ讀賣テレビ放送の関連子会社であるよみうりテレビ映像・映像企画と統合し、ytv Nextryを設立した。

## 会社概要

### 所在地
- 本社 : 大阪市城東区新喜多1-5-26　アカツキ京橋ビル
- 東京支社 : 東京都渋谷区南平台町1-9　南平台宝来ビル8Ｆ

### 役員構成
- 取締役会長 : 青地瑛久
- 代表取締役社長 : 喜多村健二
- 常務取締役 : 松元敦
- 取締役　: 中村康治

### 主な取引先会社
- 讀賣テレビ放送株式会社
- 日本テレビ放送網株式会社
- 吉本興業株式会社
- 朝日放送株式会社
- 関西テレビ放送株式会社
- ワイズビジョン株式会社

## 所属スタッフ

### 音効担当

#### 大阪本社
- 船富潤司
- 中谷誠
- 松井久美子
- 村木綾
- 鈴木宗寿
- 中谷奈穂子
- 神田彩
- 荒畑暢宏
- 圓谷真穂
- 住田知香
- 笹優子

#### 東京
- 磯川浩己
- 山倉恭一
- 遠藤治朗

### MA担当
- 中澤哲矢
- 山本晋
- 堀内孝太郎
- 古庄陽
- 六車誠
- 品川泰宏

### 音声担当
- 山﨑泰和
- 高田哲也
- 今堀晃行
- 南谷良美
- 山﨑多佳彦

## 元所属スタッフ
- 久保秀夫（現：株式会社戯音工房・代表取締役社長）
- 片岡幸司（現：株式会社SOUND-K・代表取締役社長）

## 主な実績
印は※＝東京支社、太字＝合併直後にも現在放映中。